# SMS Habsburg (1899.)
SMS Habsburg, predreadnought bojni brod koji je izgradila Austro-ugarska ratna mornarica 1899. godine. Porinut je 9. rujna 1900. godine kao vodeći brod klase Habsburga. U godinama 1903. i 1904. Habsburg i njegov bratski brod Árpád proveli su vježbe na Sredozemnom moru. U godinama 1906. i 1907. Habsburg je premješten u III. diviziju bojnih brodova. Jedna od njegovih nadgrađenih paluba uklonjena je radi smanjivanja težine i modernizacije plovila 1910. godine.
Tijekom većine Prvoga svjetskog rata Habsburg je ostao u svojoj matičnoj luci Puli s izuzetkom dvaju angažmana. Godine 1914. sudjelovao je kao dio austro-ugarske flotile poslane radi štićenja bijega njemačkih brodova SMS Goebena i SMS Breslaua iz Mediterana koji se nalazio pod britanskom kontrolom. Stigao je do Brindisija prije nego što je opozvan u svoju matičnu luku. Njegov jedini borbeni angažman zbio se u kasnom svibnju 1915. godine kada je sudjelovao u bombardiranju talijanskoga lučkog grada Ancone. Nakon rata Habsburg je dodijeljen Britancima kao ratna nagrada. Izrezan je 1921. godine.